# 2254 Requiem
2254 Requiem је астероид главног астероидног појаса са средњом удаљеношћу од Сунца која износи 2,342 астрономских јединица (АЈ).
Апсолутна магнитуда астероида је 12,5.